# Abdulmajidia maxwelliana
Abdulmajidia maxwelliana é uma espécie de planta lenhosa da família das Lecythidaceae.
Apenas pode ser encontrada na Malásia peninsular.
Está ameaçada por perda de habitat.